# Vrsi
Vrsi (italsky Verchè) je vesnice a opčina v Chorvatsku v Zadarské župě. Nachází se asi 5 km severovýchodně od Ninu a asi 17 km severovýchodně od Zadaru. V roce 2011 žilo v celé opčině 2 053 obyvatel, z toho 1 627 ve vesnici samotné a 426 v připadající Poljici. Z obyvatel bylo v roce 2011 91,62 % chorvatské národnosti a 6,14 % srbské, v roce 1991 však 23,88 % obyvatelstva tvořili Srbové.
Centrum opčiny, vesnice Vrsi, nemá přímý přístup k moři; ten mají vesnice Mulo a Zukve, které jsou součástí vesnice Vrsi a známými turistickými letovisky.